# Petr Duchoň
Petr Duchoň (ur. 6 września 1956 w Brnie) – czeski polityk i samorządowiec, były prezydent Brna, od 2004 do 2009 poseł do Parlamentu Europejskiego.

## Życiorys
Ukończył fizykę na Uniwersytecie Masaryka, odbył studia podyplomowe w Pradze, przebywał na stażach naukowych m.in. w Heidelbergu.
Pracował jako badacz w różnych przedsiębiorstwach. W 1993 wstąpił do Obywatelskiej Partii Demokratycznej. Od 1992 związany z administracją samorządową, w 1996 został radnym Brna, w 1997 wiceprezydentem miasta. Od 1998 do 2004 stał na czele władz miejskich.
W 2004 został wybrany do Parlamentu Europejskiego. Brał udział w pracach Komisji Transportu i Turystyki oraz Komisji Kontroli Budżetowej (jako jej wiceprzewodniczący). Należał do grupy EPP-ED. W wyborach w 2009 nie ubiegał się o reelekcję.